# Mabrya flaviflora
Mabrya flaviflora là một loài thực vật có hoa trong họ Mã đề. Loài này được (I.M. Johnst.) D.A. Sutton mô tả khoa học đầu tiên năm 1988.